# NGC 5134
NGC 5134 је спирална галаксија у сазвежђу Девица која се налази на NGC листи објеката дубоког неба.
Деклинација објекта је - 21° 8' 5" а ректасцензија 13h 25m 18,5s. Привидна величина (магнитуда) објекта NGC 5134 износи 11,4 а фотографска магнитуда 12,2. Налази се на удаљености од 13,985 милиона парсека од Сунца. NGC 5134 је још познат и под ознакама ESO 576-52, MCG -3-34-73, IRAS 13225-2052, PGC 46938.